# Pedro Luis Reverte Carrión
Pedro Luis Reverte Carrión más conocido como Pedro Reverte (Lorca (Murcia) 1976) es un director deportivo que ha trabajado en diversos clubes del fútbol español. Actualmente trabaja como director deportivo del Águilas Fútbol Club.

## Biografía
Reverte, hijo de Clemente, un futbolista lorquino de principios de los años 70, además de jugar en el Lorca CF había estado en el Imperial, Águilas CF y Hellín CF entre otros. Reverte colgó las botas como jugador de forma prematura en 2002 y con apenas 25 años comenzó su carrera en los despachos, la oferta se la hizo el presidente Antonio Baños y militando en Tercera. Hubo suerte porque se ascendió a Segunda B y a renglón seguido a Segunda División.
A Reverte le avala la buena labor que llevó a cabo en el Lorca Deportiva CF, en el que coincidió con Unai Emery, que más tarde llegaría a ser entrenador del Valencia CF, y en el que acarició el ascenso a Primera División, todo un éxito para un club modesto como el lorquino. Reverte fue el director deportivo del mejor Lorca Deportiva CF, cuando militaba en Segunda e incluso disputaba plazas de ascenso a Primera.
Unai Emery se marchó al año siguiente al UD Almería y Reverte tuvo la oportunidad de acompañar a Unai Emery en el UD Almería, al final lo convencieron para que se quedara en el Lorca. En el equipo lorquino llegó la época de vacas flacas y Reverte fue arrastrado por la caída en picado del equipo que al año siguiente descendió a Segunda B.
En la temporada 2010/11 trabajó en el cuerpo técnico del UD Almería formando parte del equipo dependiente de la dirección deportiva del club, que desempeña Alberto Benito Castañeda. De hecho sería la nueva persona de confianza de éste, ejerciendo las funciones propias de una secretaría técnica en sustitución de Carlos Vargas, que tras tres temporadas en la entidad almeriense ha sido fichado por la Juventus de Turín.
El 28 de noviembre de 2011 el FC Cartagena anuncia el acuerdo con Pedro Reverte para que sea el director deportivo del club durante lo que resta de temporada y la próxima. Con esta incorporación se cubre la vacante que dejó Ángel Quirantes tras el segundo partido de Liga, cuando abandonó su puesto como director deportivo del Efesé.
Pedro Reverte estaría al frente de la parcela deportiva del FC Cartagena durante la temporada 2012-13 y la 2013-14, sin lograr el objetivo del ascenso a la Segunda División con el conjunto murciano, por lo que en junio de 2014, tras la llegada de la empresa Sporto Gol Man 2020 provocaría su salida de la disciplina del conjunto albinegro.
En junio de 2014, tras su salida del FC Cartagena, se convierte en director deportivo del UCAM Murcia Club de Fútbol, donde sería el encargado de confeccionar la plantilla para la temporada 2014-15 del conjunto murciano, recién ascendido a la Segunda División B de España.
En el conjunto universitario permanecería durante 8 temporadas, obteniendo el ascenso a la Segunda División de España, aunque el equipo de la ‘vieja’ Condomina sólo se mantuvo una temporada en el fútbol profesional. En las temporadas posteriores, sí alcanzó cierta regularidad en los primeros puestos de su grupo en la Segunda División B de España, logrando en 2021 el título de campeón del subgrupo ‘5B’ en la despedida de la Segunda División ‘B’ y el consiguiente ascenso a Primera División RFEF. 
Al término de la temporada 2021-22, el UCAM Murcia Club de Fútbol descendería a la Segunda División RFEF, finalizando así su etapa en la dirección deportiva del club universitario.
El 1 de julio de 2022, firma como director deportivo del Águilas Fútbol Club.